# Andrea Coda
Andrea Coda est un footballeur italien né le 25 avril 1985 à Massa. Il évolue au poste de défenseur.

## Biographie
Le 22 janvier 2015, il est prêté avec obligation d'achat à l'UC Sampdoria par l'Udinese Calcio. Il rejoint définitivement la Sampdoria à la fin de la saison.